# PET117
PET117 (англ. PET117 homolog) – білок, який кодується однойменним геном, розташованим у людей на короткому плечі 20-ї хромосоми. Довжина поліпептидного ланцюга білка становить 81 амінокислот, а молекулярна маса — 9 223.
| 10         |  | 20         |  | 30         |  | 40         |  | 50         |
| ---------- |  | ---------- |  | ---------- |  | ---------- |  | ---------- |
| MSRSSKVVLG |  | LSVLLTAATV |  | AGVHVKQQWD |  | QQRLRDGVIR |  | DIERQIRKKE |
| NIRLLGEQII |  | LTEQLEAERE |  | KMLLAKGSQK |  | S          |  |            |

A: Аланін

D: Аспарагінова кислота

E: Глутамінова кислота

G: Гліцин

H: Гістидин

I: Ізолейцин

K: Лізин

L: Лейцин

M: Метіонін

N: Аспарагін

Q: Глутамін

R: Аргінін

S: Серин

T: Треонін

V: Валін

Локалізований у мітохондрії.